# 스토크스의 법칙
스토크스의 법칙(Stokes' law)은 유체동역학에서, 유체가 물체에 가하는 마찰력을 계산하는 공식이다.
유체가 구 입자에 가하는, 점성에 의한 항력은 다음과 같이 나타낼 수 있다.
{\displaystyle F=6\pi \eta rv}
이때, v는 입자의 속도이며 나머지 문자의 의미는 아래의 종단 속도식과 동일하다.

## 가정
다음과 같은 조건 하에서 적용 가능하다.
- 낮은 레이놀즈 수의 층류
- 균일한 구형 입자
- 매끄러운 표면

## 종단 속도
만일 물체가 그 무게에 의해 유체 속에서 낙하하고 있는 경우라면, 부력과 마찰력의 합이 중력과 같아질 때 그 종단 속도(terminal velocity)에 도달하며, 종단 속도는 다음 식과 같이 구할 수 있다.
{\displaystyle V_{s}={2 \over 9}{r^{2}g(\rho _{p}-\rho _{f}) \over \eta }}
여기서,
- {\displaystyle V_{s}}는 입자의 종단 속도 (m/s)
- {\displaystyle r}는 입자의 스토크스 반경 (m)
- {\displaystyle g}는 중력가속도 (m/s2)
- {\displaystyle \rho _{p}}는 입자의 밀도 (kg/m3)
- {\displaystyle \rho _{f}}는 유체의 밀도 (kg/m3)
- {\displaystyle \eta }는 유체의 점성 계수 (Pa-s)이다.